# Temperaturbereiche von Elektronikbauelementen
Beim Einsatz von elektronischen Bauelementen ist in der Praxis jeweils der zulässige Temperaturbereich zu berücksichtigen. Die Hersteller der Bauelemente geben in den Datenblättern häufig verschiedene Temperaturbereiche an.

## Lagertemperaturbereich
Der Lagertemperaturbereich der Bauelemente gibt den Temperaturbereich vor, in dem die Bauelemente dauerhaft gelagert werden können. Hierbei ist zu berücksichtigen, dass sich die Bauelemente idealerweise in der originalen Produktverpackung befinden sollen und an den Bauelementen keine Spannung anliegen darf, so dass diese keine Verlustleistung erzeugen.
Ein Unterschreiten der minimalen Lagertemperatur oder ein Überschreiten der maximalen Lagertemperatur kann zur Schädigung der Bauelemente führen.
Wird beispielsweise die Lagertemperatur von Folien- oder Elektrolytkondensatoren überschritten, kann dies zur Schädigung der Bauteile führen. Beispielsweise kann hierbei die Isolierfolie der Kondensatoren beschädigt werden oder es kann der Elektrolyt verdampfen. Beides führt zum Ausfall der Bauelemente. Bei Wickelgütern wie Transformatoren und Spulen kann bei zu hohen Temperaturen die Isolierung beschädigt werden.
Ein Unterschreiten der minimalen Lagertemperatur kann ebenfalls die Bauelemente zerstören, da diese zum Bruch von Bauelementen führen kann. Außerdem kann zu geringe Temperatur bei Flüssigkristallbildschirmen (LCDs) zum Gefrieren der darstellenden Schicht im Bauelement führen, was zum Ausfall des Bauelements führt.
Der Lagertemperaturbereich der Bauelemente ist gleich groß oder größer als der Dauerbetriebstemperaturbereich der Bauelemente. Der Lagertemperaturbereich von Halbleiter-Bauelementen liegt häufig im Bereich von −65 °C bis +150 °C.

## Dauerbetriebstemperaturbereich

### Halbleiterbauelemente
Die Halbleiter-Bauelemente (z. B. Dioden, Transistoren, Integrierte Schaltkreise) dürfen während des Betriebs im Bereich einer Umgebungstemperatur des jeweiligen Bereichs dauerhaft betrieben werden, sofern sie der Hersteller dafür freigegeben hat. Ein Überschreiten der maximalen Betriebstemperatur kann zur thermischen Zerstörung von Halbleiterbauelementen führen.
In der nachfolgenden Tabelle sind die in der Praxis gebräuchlichsten Dauerbetriebstemperaturbereiche der Halbleiterbauelemente aufgelistet.
| Temperaturbereich | Bezeichnung                     | typische Anwendung                                                                             |
| ----------------- | ------------------------------- | ---------------------------------------------------------------------------------------------- |
| −00 bis 070 °C    | Kommerzieller Temperaturbereich | Unterhaltungselektronik, z. B. Spielzeuge, Radio- und Fernsehgeräte, Computer                  |
| −40 bis 085 °C    | Industrieller Temperaturbereich | Industrieelektronik, z. B. industrielle Steuerungen und Regelungen                             |
| −40 bis 125 °C    | Automobil-Temperaturbereich     | Motornahe Elektronik im Automobilbereich, z. B. Motorsteuergerät, Klimasteuergeräte, Sensoren  |
| −55 bis 125 °C    | Militärischer Temperaturbereich | Militärische Anwendungen, Luftfahrtindustrie, z. B. Flugzeuge, Schiffe, Messgeräte, Funkgeräte |

Neben diesen vier Dauerbetriebstemperaturbereichen gibt es noch eine Vielzahl von weiteren Bereichen, die aber in der Praxis als eigenständige Bereiche keine so große Bedeutung haben. Hierunter fällt als ein spezieller Dauerbetriebstemperaturbereichen der extraterrestrische Temperaturbereich (Weltraumanwendungen wie z. B. Satelliten). Dieser Bereich ist noch größer als der militärische (−55 bis 125 °C) und wird je nach Anwendungsfall individuell spezifiziert. Bei den digitalen Bauelementen der Serie 74xx haben die Bauelementhersteller beispielsweise Serien mit unterschiedlichen Temperaturbereichen spezifiziert, z. B. 74xx (0 bis 70 °C), 54xx (−55 bis 125 °C) und 84xx (−40 bis 85 °C).

### Passive Bauelemente
Der Dauerbetriebstemperaturbereich von passiven Bauelementen (Widerständen, Kondensatoren, Spulen) orientiert sich häufig an den verschiedenen Dauerbetriebstemperaturbereichen von Halbleiter-Bauelementen. Darüber hinaus gibt es bei den elektrischen Widerständen Spezialbauelemente, die beispielsweise als Draht-Widerstände allein oder ummantelt mit einem Keramik- oder Zement-Werkstoffs ausgeführt sind und Temperaturen deutlich oberhalb der +125 °C annehmen können.

### Leiterplatten
Der Dauerbetriebstemperaturbereich von Leiterplatten ist auch abhängig vom verwendeten Leiterplattenwerkstoff. Oberhalb des Glasungspunkts nimmt der Temperaturkoeffizient für die Dickenänderung der Leiterplatte stark zu, es besteht somit das erhöhte Risiko, dass die metallisierten Hülsen der Leiterplatte abreißen können.

## Sperrschichttemperaturbereich
Wenn in Datenblättern der Sperrschichttemperaturbereich (englisch junction temperature, oft mit Formelzeichen TJ oder TJ) von Halbleiterbauelementen angegeben wird, bedeutet das nicht zwangsweise, dass die Umgebungsluft diese Temperatur haben darf. Vielmehr ist bei der Maximaltemperatur zu berücksichtigen, dass die Halbleiterbauelemente Verlustwärme erzeugen, die sie an die Umgebungsluft abgeben müssen. Die maximale Sperrschichttemperatur ist daher meist größer als die maximale Dauerbetriebstemperatur der Halbleiterbauelementen. Manche Integrierten Schaltkreise haben Schutzvorrichtungen, die eine Überschreitung der Maximaltemperatur verhindern sollen, beispielsweise Throttling oder Abschaltung.